# Maestro de los Florida

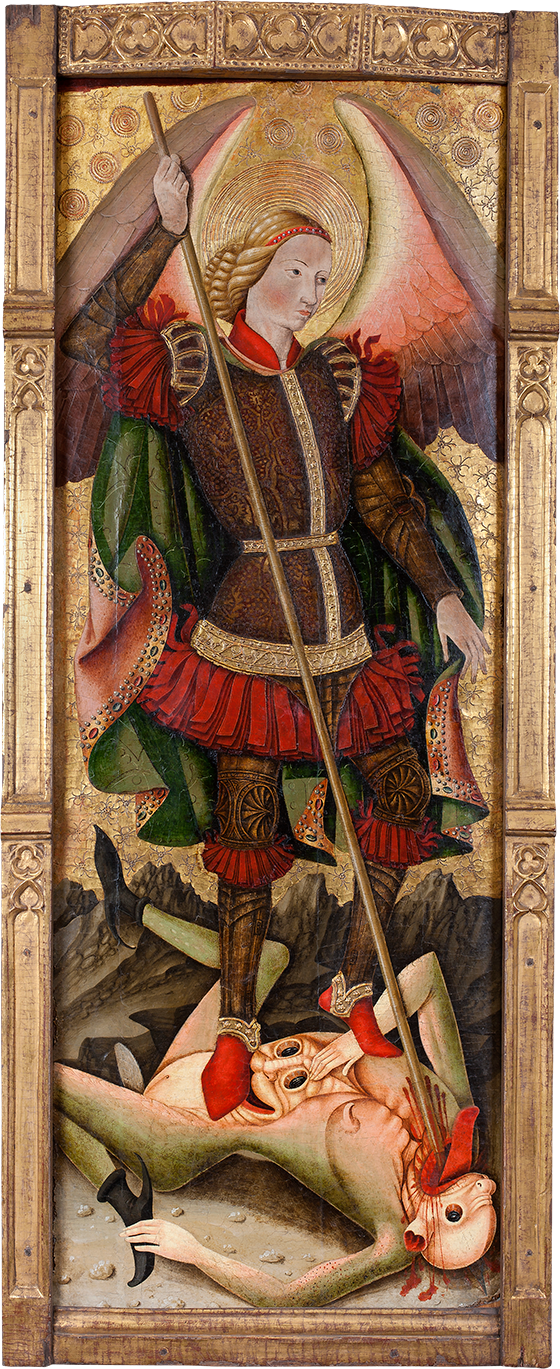
San Miguel, temple y estuco dorado sobre tabla, 149 x 54,5 cm, Londres, Sam Fogg.

Maestro de los Florida o de la Florida es como se conoce a un pintor de estilo gótico activo en Aragón,  autor del retablo de la Coronación de la Virgen o de la Purificación de la capilla de los condes de Florida, fundada por Domingo Pérez Arnal en  la catedral de Teruel. Pintado hacia 1470, se trata de un retablo de tres calles, con la Coronación de la Virgen y la Purificación en la calle central, rematada por un Calvario, San Miguel y San Juan Evangelista con diversas escenas dedicadas a la vida de la Virgen en las calles laterales, banco y amplio guardapolvo, en los que aparecen pintados santos y profetas, y entre ellos Zorobabel, en la que sería la única ocasión en que se le encuentra pintado en España.
Su estilo naturalista y un tanto arcaico, pero de ricos valores ornamentales y cromáticos, se encuentra también en lo que resta del retablo de la parroquial de Huesa del Común.
Aunque sin datos que permitan su confirmación, alguna vez ha sido identificado con un Juan de Bonilla, pintor documentado en Teruel entre 1442 y 1446, del que no se conoce obra.